# MechWarrior 2: Mercenaries
MechWarrior 2: Mercenaries é um jogo lançado em setembro de 1996 como uma expansão autônoma de MechWarrior 2: 31st Century Combat e o último jogo BattleTech feito pela Activision. Neste jogo, o jogador assume o controle de um esquadrão de mercenários da Inner Sphere, com controle sobre as finanças e livre escolha de missões.

## Jogabilidade
Muito mais BattleMechs estão disponíveis do que em MechWarrior 2: 31st Century Combat, bem como outros veículos (incluindo uma única missão em que o jogador pode usar um hovertank). O jogador pode contratar um caça aeroespacial para fornecer cobertura aérea.

## Trama
Mercenaries cobre os anos de 3044 a 3052, terminando com a Batalha de Lúthien. Como tal, é uma prequela dos outros jogos MechWarrior 2 e inclui missões relativas à invasão do Clã.
O jogador pode receber contratos de uma das quatro facções, Draconis Combine (DC), Federated Commonwealth (FC), ComStar (CS) ou Free Rasalhague Republic (FRR). Geralmente, o enredo de fundo é do Draconis Combine e da Federated Commonwealth fazendo movimentos iniciais em direção a mais uma guerra entre as duas grandes potências, com o FRR e o CS tentando jogar os dois contra o meio. O pano de fundo para isso é o rescaldo da Guerra de 3039 entre as duas grandes potências (que foi efetivamente um impasse) e o acúmulo de ambos os lados para a próxima guerra. O jogador pode aceitar contratos de ambos os lados sem censura de nenhum deles, embora isso faça com que as aberturas de contrato por tempo limitado sejam fechadas se o jogador já estiver "reservado".
As missões incluem ajudar (e esmagar) revoltas, geralmente em nome do FC e DC, respectivamente, reconhecimento profundo e ataques, campanhas anti-pirata e até lutas contra outras unidades mercistas. O jogador também pode tentar ganhar a coroa de Campeão de Solaris nos Jogos de Battlemech, dentro de enormes arenas fechadas. Essas missões se mostraram tão populares que foram trazidas de volta em MechWarrior 4: Mercenaries.
A preparação para uma guerra entre as duas Grandes Potências de repente chega a uma reviravolta dramática com a invasão dos Clãs. O jogador é empurrado para as batalhas contra os "mechs desconhecidos" dos Clãs. Por um tempo capturado pelo Clã Wolf, o jogador escapa em um hovertank roubado e retorna à Esfera Interna para lutar em algumas das batalhas mais importantes da invasão, como a Batalha de Wolcott (que é representada imprecisamente como uma campanha de vários dias em vez de uma emboscada de vários minutos), bem como a Invasão de Luthien.
O jogo termina com uma cena da Batalha de Tukayyid com uma lança dos Com Guards, liderados pelo Precentor Marcial de Comstar, Anastasius Focht, destruindo uma Estrela do Clã.

## Desenvolvimento
Os desenvolvedores tiveram pouca escolha a não ser fazer do jogo uma prequela, já que a FASA não permitiria que a Activision usasse qualquer período de tempo no universo Battletech além daquele já coberto pela expansão MechWarrior 2: Ghost Bear's Legacy.
O motor MechWarrior 2 ainda era usado, mas com gráficos atualizados com mapeamento de textura de terreno e efeitos de iluminação aprimorados e resoluções mais altas. Uma trilha sonora completamente nova foi criada para o jogo, bem como uma versão atualizada do NetMech, chamada MercNet, que incluía capacidade nativa de reprodução pela Internet.

## Recepção
A Computer Games Strategy Plus, Tom Chick criticou o desempenho e a estabilidade de Mercenaries e o chamou de "claramente um jogo saiu correndo pelas portas e foi para as prateleiras antes de estar pronto". Ele também encontrou falhas no recurso multijogador do jogo e na inteligência artificial. No entanto, Chick concluiu: "Apesar dessas (consideráveis) desvantagens, a Activision fez um trabalho admirável levando seu motor Mechwarrior para o próximo nível".  Por outro lado, Bernard H. Yee, da PC Magazine, escreveu: "Com seus novos requisitos de gerenciamento de recursos, sua atitude implacável e seus ganchos online gratuitos, MechWarrior 2: Mercenaries é o jogo mais completo, divertido e viciante da série MechWarrior." 
Computer Gaming World também avaliou o jogo altamente, elogiando os gráficos, a IA e os elementos de jogabilidade, além de chamá-lo de uma melhoria significativa em relação ao Mechwarrior 2 e sua expansão.  A revista também lhe deu o prêmio de Simulação Espacial do Ano no ano seguinte, escolhido pela equipe e leitores. Um revisor da Next Generation notou as adições de "mechas totalmente mapeados em texturas, explosões de sistema de partículas e ambientes muito mais realistas" ao MechWarrior 2, e ficou satisfeito com a forma como a estrutura dos mercenários dá ao jogador maior liberdade no que diz respeito à escolha de missões e outros elementos. Ele criticou que a construção de mechs é lenta e tediosa e a IA inimiga é muito difícil, mas concluiu que "Mercenaries está no topo da pilha de simuladores de mech, sem dúvida".  Trent Ward, da GameSpot, elogiou os cenários, gráficos, aspectos de gerenciamento de recursos, dublagem, jogo em rede e design de missão, embora ele sinta que a música não se sustenta durante as longas sessões de jogo que o jogo exige. Ele resumiu como "tudo o que você estava esperando e muito mais".
Mercenaries ganhou o Spotlight Award de 1996 de "Melhor Jogo de Simulação" da Game Developers Conference.